# Галкина-Федорук, Евдокия Михайловна
Евдоки́я Миха́йловна Га́лкина-Федору́к (1898—1965) — советский лингвист. Профессор кафедры русского языка филологического факультета МГУ.

## Биография
Родилась в крестьянской семье в деревне Андрейцево Тверской губернии, на первом году жизни лишилась родителей. Жила у тётки в Москве, работала с 10 лет. Была няней в семействе Головачёвых-Реформатских, которые заметили способности девочки. Благодаря их участию в 1915 году сдала экзамен на аттестат сельской учительницы с правом преподавания в двуклассных школах Министерства народного просвещения. В 1916 году получила должность учителя в школе Корчевского уезда Тверской губернии. В 1917 году экстерном сдала экзамен на аттестат зрелости, с 1918 года работала учительницей в средней школе в Аткарске.
В 1930 году сдала экзамены за университетский курс при Саратовском университете по отделению языка и литературы. В 1931 году поступила в аспирантуру при НИИ языкознания. С 1932 года преподавала русский язык в МГУ. В 1934 году защитила кандидатскую диссертацию на тему «Наречия в современном русском языке». Параллельно с работой в МГУ преподавала также в МГПИ (1934—1935), МОПИ (1934—1936), Московском институте повышения квалификации учителей (1938—1941). Старший научный сотрудник Института языкознания АН СССР (1944—1956).
В 1949 году защитила докторскую диссертацию на тему «Безличные предложения в современном русском языке». С 1950 года профессор.
С 1946 года член редколлегии журнала «Русский язык в школе», его главный редактор в 1953—1963 годах. Член координационного совета при Президиуме АН СССР (1961—1963). Член экспертной комиссии ВАК (1956—1960). Член комиссии по Ленинским премиям (1956—1960). Член КПСС.
Умерла в Москве 22 июля 1965 года.

## Семья
- Первый муж — офицер по фамилии Федорук.
- Второй муж — историк Илья Саввич Галкин.

## Труды
- Наречие в современном русском языке. — МИФЛИ, 1939
- Современный русский язык. Лексика. — Изд-во Московского университета, 1954
- Безличные предложения в современном русском языке. — Изд-во Московского университета, 1958
- Выражение неопределённости в современном русском языке неопределенными наречиями и местоимениями. — Изд-во Московского университета, 1963
- О стиле поэзии Сергея Есенина. — Изд-во Московского университета, 1965